# Matabelelandia
Matabelelandia es una región situada en el suroeste de Zimbabue que se divide en tres provincias: Matabelelandia Meridional, Matabelelandia Septentrional y Bulawayo. Estas provincias se encuentran entre los ríos Limpopo y Zambeze y están más separadas de la Provincia de Midlands por el río Shangani en el centro de Zimbabue. La región lleva el nombre de sus habitantes, el pueblo ndebele, que tomaron posesión de esta área en 1834 después de haber sido expulsados de sus tierras de origen, en Sudáfrica, durante el Mfecane y que fueron llamados Matabele por los británicos, ya que no pronunciaban 'Ma Ndebele'. Otros grupos étnicos que habitan partes de Matabelelandia incluyen los tonga, bakalanga, venda, nambya, khoisan, xhosa, sotho, tsuana y tsonga. La población de Matabelelandia es de poco más del 20% del total de Zimbabue.
La ciudad más importante y populosa es Bulawayo, otras ciudades notables son Plumtree, Victoria Falls, Beitbridge, Lupane, Esigodini, Hwange y Gwanda. La tierra es fértil pero semiárida. Esta zona cuenta con yacimientos de carbón y oro. Las industrias incluyen minas de oro y otros minerales, e ingeniería. Ha habido una disminución en las industrias en esta región, ya que el agua es poca debido a la escasez de lluvias. Las promesas del gobierno de extraer agua para la región a través del Proyecto Hídrico Matabeleland Zambezi no se han llevado a cabo, por lo que la escasez de agua continúa.
La población en 1992 rondaba 1.855.300 habitantes y la superficie era de 181.605 km². El idioma hablado por la mayoría de la población es el sindebele.